# ラクシュミーナラシンハ・マッラ
ラクシュミーナラシンハ・マッラ（Lakshminarasimha Malla、? - 1657年）は、ネパール、カトマンズ・マッラ朝の君主（在位：1620年 - 1641年）。

## 生涯
パタンを統治していた王太子ハリハラシンハ・マッラの長男として生まれた。
1619年、弟シッディナラシンハ・マッラがパタンでパタン・マッラ朝を創始した。ラクシュミーナラシンハはこれに抗議し王宮を離れたが、1620年に祖父シヴァシンハ・マッラが死亡したため、戻って王位を継承した。
ラクシュミーナラシンハは優柔不断であったため、バクタプルと組むパタンから圧力を受け、カトマンズは「敵になるも味方になるも同一行動」という友好条約を結ばされた。
有能な長子プラターパ・マッラと彼を支持する勢力に王位を追われ、投獄された。その後、1657年に死亡した。